# 大阪狭山市
大阪狭山市（おおさかさやまし）は、大阪府の南河内地域にある市。2020年（令和2年）の国勢調査によると、市内の人口は58,435人で府内30番目。
本項では発足時の名称である狭山村（さやまむら）、市制前の名称である狭山町（さやまちょう）についても述べる。

## 地理

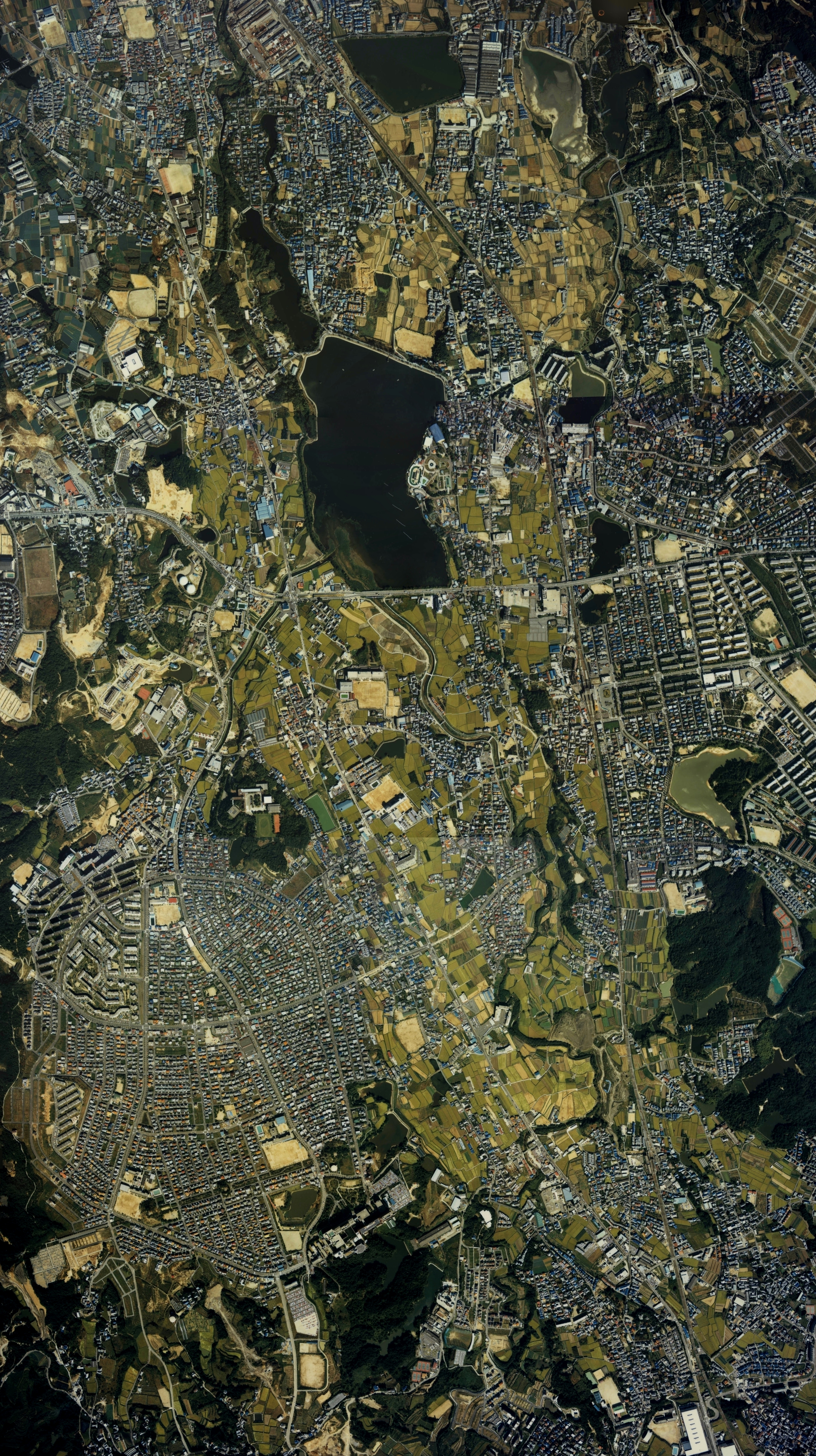
大阪狭山市中心部周辺の空中写真。1985年撮影の6枚を合成作成。。

大阪府東南部に位置し、大阪市中心部から20キロメートル圏にある。市域は東は富田林市、西及び北は堺市、南は河内長野市に接している。
「狭山」の地名は東の羽曳野丘陵と西の泉北丘陵に挟まれた地に由来するとされる。市の中央には日本最古の灌漑用のため池である狭山池があり、「ふれあいが 人をはぐくむ 水の郷」として水の郷百選に選ばれている。
市の南西部一帯の丘陵は「狭山丘陵」とも呼ばれ、泉北丘陵の東部にあたり、市域の面積の約4分の1を占める。

## 人口
1967年（昭和42年）から狭山ニュータウンの大規模な開発が行われ、入居が開始された1969年（昭和44年）6月以降から急激に人口が増加した。その後、2015年（平成27年）の国勢調査で人口がわずかながら初めて減少に転じた。
| |                                            |  |
| 大阪狭山市と全国の年齢別人口分布（2005年） | 大阪狭山市の年齢・男女別人口分布（2005年） |  |
| ■紫色 ― 大阪狭山市 ■緑色 ― 日本全国 | ■青色 ― 男性 ■赤色 ― 女性                  |  |
| 大阪狭山市（に相当する地域）の人口の推移 \| 1970年（昭和45年） \| 19,198人 \| \| \| 1975年（昭和50年） \| 36,045人 \| \| \| 1980年（昭和55年） \| 46,508人 \| \| \| 1985年（昭和60年） \| 50,246人 \| \| \| 1990年（平成2年） \| 54,319人 \| \| \| 1995年（平成7年） \| 57,647人 \| \| \| 2000年（平成12年） \| 56,996人 \| \| \| 2005年（平成17年） \| 58,208人 \| \| \| 2010年（平成22年） \| 58,227人 \| \| \| 2015年（平成27年） \| 57,792人 \| \| \| 2020年（令和2年） \| 58,435人 \| \| |                                            |  |
| 総務省統計局 国勢調査より |                                            |  |
| 1970年（昭和45年） | 19,198人                                   |  |
| 1975年（昭和50年） | 36,045人                                   |  |
| 1980年（昭和55年） | 46,508人                                   |  |
| 1985年（昭和60年） | 50,246人                                   |  |
| 1990年（平成2年） | 54,319人                                   |  |
| 1995年（平成7年） | 57,647人                                   |  |
| 2000年（平成12年） | 56,996人                                   |  |
| 2005年（平成17年） | 58,208人                                   |  |
| 2010年（平成22年） | 58,227人                                   |  |
| 2015年（平成27年） | 57,792人                                   |  |
| 2020年（令和2年） | 58,435人                                   |  |

## 歴史
狭山の地名は河内国丹比郡（のち分割され丹南郡）の郷名に由来し東の羽曳野丘陵と西の河泉丘陵に挟まれた地形による。
- 1600年（慶長5年） - 北条氏盛が初代藩主となり、狭山藩が立藩される。
- 1616年（元和2年） - 丹南郡池尻村に狭山陣屋が設置される。
- 1987年（昭和62年）10月1日の市制施行は、大阪府下では1971年11月3日の交野市以来16年ぶりであった。市制施行にあたり、埼玉県に既に「狭山市」があったため「狭山市」を名乗ることは事実上不可能であったことから、事前に町民への新市名アンケートを行った。回答数（1374件）のうち最も多かったのは「河内狭山市」（329件）で、「さやま市」が二番目（121件）、「大阪狭山市」は三番目（117件）であった[3]が、実際にはこの結果を無視して行政主導で「大阪狭山市」に決定した。
- 平成の大合併の際に、当時政令指定都市昇格を目指していた堺市（2006年に政令指定都市移行）と合併する動きも見られたが、2003年（平成15年）2月に市議会は合併協議会の設置請求を反対多数で否決した。

### 沿革
- 1873年（明治6年） - 丹南郡新町（通称：狭山新宿。狭山新町および半田新町）を池尻村に編入。
- 1889年（明治22年）4月1日 - 町村制の施行により、丹南郡池尻村・半田村・東野村の区域をもって狭山村が発足。大字池尻に村役場を設置。
- 1896年（明治29年）4月1日 - 丹南郡狭山村の所属郡が南河内郡に変更。
- 1931年（昭和6年）6月16日 - 南河内郡狭山村が三都村と合併し、改めて狭山村が発足。
- 1935年（昭和10年）6月30日 - 集中豪雨により天野橋が流失[4]。
- 1951年（昭和26年）4月1日 - 南河内郡狭山村が町制施行して狭山町となる。大字池尻に町役場を設置。
- 1973年（昭和48年） - 町役場の新庁舎（現・市庁舎）が完成。
- 1977年（昭和52年） - 町立公民館・図書館が完成する。
- 1985年（昭和60年） - 町立総合体育館完成。また、この年の国勢調査で狭山町の人口が5万人を突破[5]。
- 1987年（昭和62年）10月1日 - 南河内郡狭山町が市制施行して大阪狭山市となる。大阪府下で35番目。ただし、法令上は狭山町を狭山市とし、これが先に名称を使用していた埼玉県狭山市と重複するため、狭山市の名称を即日で大阪狭山市に変更する手続きが取られた[6]。
- 1997年（平成9年） - 第52回国民体育大会（なみはや国体）、成年男子バスケットボール大会が市内で開催される。
- 2001年（平成13年）3月 - 大阪府立狭山池博物館が開館する[7]。
- 2001年（平成13年）6月1日 - 市内循環バスの運行が開始する[8]。
- 2002年（平成14年）狭山池ダム化工事終了
- 2002年（平成14年）第1回 狭山池まつり 開催
- 2008年（平成20年）市マスコットキャラクター「さやりん」誕生
- 2009年（平成21年）南中学校円卓会議、第三中学校円卓会議 が設立
- 2010年（平成22年）自治基本条例施行
- 2010年（平成22年）狭山中学校円卓会議 が設立
- 2012年（平成24年）南河内地区9市と図書館の相互利用サービスを開始
- 2013年（平成25年）河南町・太子町・千早赤阪村と図書館の相互利用サービスを開始
- 2014年（平成26年）大阪府狭山池出土樋・重源狭山池改修碑が国の重要文化財に指定
- 2014年（平成26年）狭山池が国際かんがい排水委員会の「かんがい施設遺産」に登録
- 2015年（平成27年）狭山池が国の史跡に指定
- 2016年（平成28年）大阪狭山市駅前・金剛駅前に図書館資料の返却ポストを設置
- 2018年（平成30年）狭山駅前に図書館資料の返却ポストを設置
- 2020年（令和2年）堺市と図書館の相互利用サービスを開始
- 2022年（令和4年）市役所における図書館資料の予約受取サービスを開始

## 行政
- 市長：古川照人（ふるかわ てるひと、2015年4月27日就任、3期目）

### 歴代市長
| 代 | 氏名     | 就任                   | 退任                  | 備考                                                         |
| -- | -------- | ---------------------- | --------------------- | ------------------------------------------------------------ |
| 初 | 吉川悦次 | 1987年（昭和62年）10月 | 1992年（平成4年）10月 | 町長時代を含めると1962年9月から8期30年にわたり首長を務めた。 |
| 2  | 酒谷忠生 | 1992年（平成4年）11月  | 1999年（平成11年）2月 | 2期目の任期途中に死去。                                      |
| 3  | 井上武   | 1999年（平成11年）4月  | 2003年（平成15年）4月 |                                                              |
| 4  | 吉田友好 | 2003年（平成15年）4月  | 2015年（平成27年）4月 |                                                              |
| 5  | 古川照人 | 2015年（平成27年）4月  | 現職                  |                                                              |

## 議会

### 衆議院
- 選挙区：大阪15区（堺市（美原区）、富田林市、河内長野市、松原市、大阪狭山市、南河内郡）
- 任期：2021年10月31日 - 2025年10月30日
- 投票日：2021年10月31日
- 当日有権者数：390,415人
- 投票率：55.78％

| 当落 | 候補者名   | 年齢 | 所属党派     | 新旧別 | 得票数    | 重複 |
| ---- | ---------- | ---- | ------------ | ------ | --------- | ---- |
| 当   | 浦野靖人   | 48   | 日本維新の会 | 前     | 114,861票 | ○    |
|      | 加納陽之助 | 41   | 自由民主党   | 新     | 67,887票  | ○    |
|      | 為仁史     | 72   | 日本共産党   | 新     | 29,570票  |      |

## 経済

### 産業・特産品
- ブドウ　大野地区で多く栽培されており大野地区のものは大野ぶどうとも言う。すっきりとした味わいが特徴。
- 狭山池名菓「池もろこ」という最中（もなか）があり大阪狭山市駅近隣にて販売されていたが、惜しまれつつも閉店。
- 条例により、市内にラブホテルやパチンコ店が一軒もない。

## 姉妹都市・友好都市

### 国内
- 友好都市： 和歌山県日高川町 - 2000年（平成12年）5月に旧・美山村と提携

### 海外
- 姉妹都市： アメリカ合衆国オレゴン州オンタリオ市 - 1974年（昭和49年）提携

## 交通

### 鉄道
- 南海電気鉄道
  - ■高野線

狭山駅 - 大阪狭山市駅 - 金剛駅
中心となる駅および市役所最寄り駅は大阪狭山市駅。ただし乗降客数が最も多いのは特急・急行も停車する金剛駅で、他の2駅は2013年以降無人駅である。

### バス

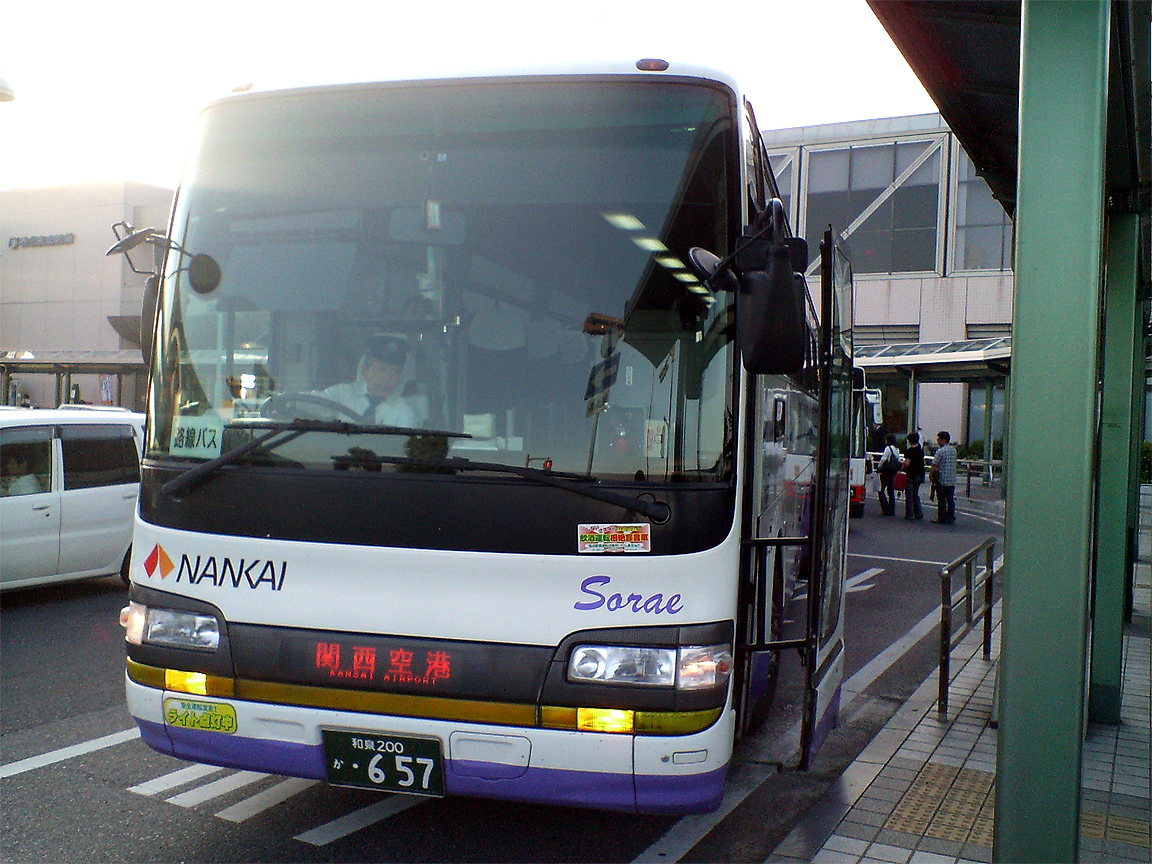
リムジンバスSorae（ソラエ）の車両

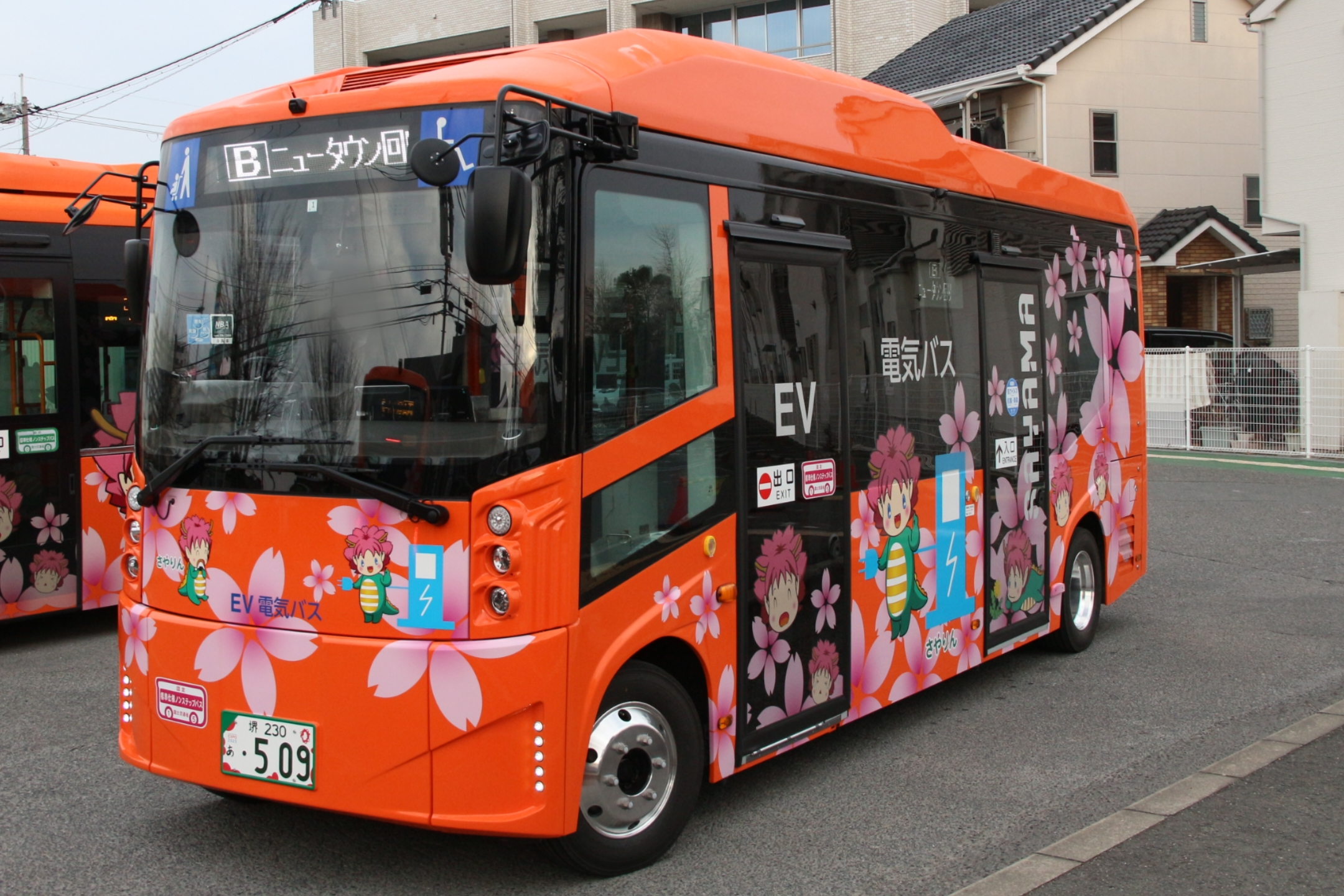
市内循環バス（BYD・J6）

#### 一般路線バス
- 南海バス
  - 市内の一般路線バスは、金剛駅と狭山ニュータウンを結ぶ路線が中心。（→「金剛駅」の路線バスの項を参照）
  - 金剛駅と関西国際空港を結ぶリムジンバス「Sorae（ソラエ）」が運行されている。
  - 狭山駅と大阪狭山市駅にはバスターミナルや停留所がない。
- 近鉄バス
  - 市北端をわずかに通る（市内には「東野」停留所がある）。北野田駅（堺市東区）と富田林駅（富田林市）やさつき野（堺市美原区）を結ぶ路線がある。

### 道路

#### 国道
- 国道310号

#### 府道
- 大阪府道26号大阪狭山線
- 大阪府道34号堺狭山線
- 大阪府道38号富田林泉大津線
- 大阪府道198号河内長野美原線
- 大阪府道202号森屋狭山線
- 大阪府道203号富田林狭山線
- 大阪府道217号大野天野線

#### 道路の愛称
平成6年に市が公募の中から命名。
- さやか通り - 大阪府道198号河内長野美原線のうち、狭山半田郵便局から狭山池通りと交差する浦之庄交差点までの区間。沿道にSAYAKAホール（下記）や市役所がある。
- 狭山池通り - 大阪府道34号堺狭山線と大阪府道202号森屋狭山線の大阪狭山市通過部分の区間。狭山池の南側。
- いちょう通り - 狭山池通り（大阪府道34号堺狭山線）につき当たる岩室東交差点から南に伸び、狭山ニュータウンを縦貫し、大野地区に至る区間。沿道にいちょうの木が並ぶ。
- 陶器山通り - 泉北ニュータウンと狭山ニュータウンをつなぐ陶器山トンネル（昭和61年完成）から、狭山ニュータウンを横断し、国道310号と交差したあと、西除（にしよけ）川にかかる洞ヶ淵橋までの区間。

## 施設

### 警察署
- 市内に警察署はなく、大阪府警黒山警察署（隣の堺市美原区にある）が大阪狭山市域を管轄。

### 消防機関
- 堺市消防局
  - 大阪狭山消防署
  - 大阪狭山消防署ニュータウン出張所
- 大阪狭山市消防団

### 文化会館
- 大阪狭山市文化会館（SAYAKAホール　平成6年11月オープン[13]）

### 教育機関
大学
- 近畿大学医学部

高等学校
- 大阪府立狭山高等学校

中学校
- 市立狭山中学校
- 市立第三中学校
- 市立南中学校

特記事項として、大阪府内の公立中学校では、学校給食制度を導入していない市町村が多いが、大阪狭山市では、1973年に市内の全公立中学校に学校給食制度を導入し、2021年現在も継続して実施している。このことにより、アレルギーの児童、生徒にも柔軟に対応している。
小学校
- 市立北小学校
- 市立第七小学校
- 市立西小学校
- 市立東小学校
- 市立南第一小学校
- 市立南第二小学校
- 市立南第三小学校

その他
- ホンダテクニカルカレッジ関西
- 近畿大学付属看護専門学校
- 大阪サヤマ自動車学院

### 日本郵政グループ
（2012年12月現在）
- 日本郵便株式会社
  - 大阪狭山郵便局（岩室） - 集配局。
  - 狭山大野台郵便局（大野台）
  - 狭山大野台一郵便局（大野台）
  - 狭山半田郵便局（狭山）
  - 狭山南半田郵便局（半田）
  - 狭山駅前郵便局（池尻自由丘 ＝ いけじりじゆうがおか）

各郵便局にはゆうちょ銀行のATMが設置されており、大阪狭山郵便局ではホリデーサービスを実施。
大阪狭山市内の郵便番号は「589-00xx」（大阪狭山郵便局の集配担当）となっている。

### 医療機関
- 近畿大学医学部附属病院

### 博物館
- 大阪府立狭山池博物館（大阪狭山市立郷土資料館を併設）

### その他
- 大阪狭山市立市民ふれあいの里
- 大阪狭山市立郷土資料館 - 大阪府立狭山池博物館内

## 祭事
- だんじり祭り
- 狭山池まつり

## 著名な出身者
- 林三子雄 - 海軍軍人。「鳥海 (砲艦)」艦長
- 植田謙吉 - 陸軍軍人
- 末永雅雄 - 考古学者。1988年（昭和63年）に文化勲章受章。大阪狭山市名誉市民[14]。
- 香川政夫（空手家）
- 大江千里（音楽家）
- ジョン・B（ウルフルズ）
- 臼杵寛 （芸人・音楽家・元dボタン）
- 伊原六花（女優、歌手） - 大阪狭山市特命大使[15]
- 中尾考作（元岩手朝日テレビアナウンサー、フリーアナウンサー）
- 小池徹平（俳優）
- 田村龍弘（プロ野球選手、千葉ロッテマリーンズ）
- 西浦克拓 （元プロ野球選手、北海道日本ハムファイターズ）
- 乾国雄 （元プロ野球選手、大阪タイガース）
- 小谷祐喜（サッカー選手、ロアッソ熊本）
- 西山静佳 - 囲碁棋士（関西棋院）
- 西山朋佳 - 将棋女流棋士 - 大阪狭山市特命大使[15]
- 室谷由紀 - 将棋女流棋士 - 大阪狭山市特命大使[15]
- 儀間太久実 - 世界口笛大会 2007年ティーンの部 日本人初グランドチャンピオン - 大阪狭山市特命大使[15]
- 今谷慶介 - （音楽家）
- 石井輝明 - （元コマンダンテ、漫才師、お笑い芸人）
- 半井彩弥 - （ダンサー） - 大阪狭山市特命大使[15]
- 半井重幸 - （ダンサー） - 大阪狭山市特命大使[15]
- 西浦秀樹 - （歌手） - 大阪狭山市特命大使[15]